# Salvatore Foderaro
Salvatore Foderaro (Cortale, 26 febbraio 1908 – Roma, 10 giugno 1979) è stato un giurista e politico italiano, professore universitario di diritto costituzionale.

## Biografia

### Inizi
Laureatosi in giurisprudenza a Roma nel 1930, conseguì il diploma della "Scuola d'applicazione giuridico-criminale" e nel 1932, in seguito a concorso, entrò in magistratura. Esercitò dapprima in Calabria (uditore di tribunale a Nicastro, vice pretore a Nocera Terinese e poi a Vibo Valentia) e dal 1936 nel Lazio (giudice aggiunto a Velletri e dal 1938 a Roma).
Anche in magistratura continuò a mantenere rapporti con l'ambiente accademico, per cui nel 1939 ebbe l'incarico di insegnamento di diritto costituzionale a Camerino e nel 1942 vinse la cattedra di diritto pubblico a Perugia. Dopo l'8 settembre 1943 Foderaro si schierò per il governo del re e prese parte alla lotta partigiana nel fronte militare clandestino in Umbria (nel 1950 verrà insignito della croce al valore militare).

### Politica
Con il ritorno alla democrazia fu alla Camera dei deputati per cinque legislature dal 1948 al 1972, nella circoscrizione calabrese, eletto nelle file della Democrazia Cristiana. Il politica si interessò di due argomenti molto distanti tra di loro: i trasporti e le relazioni italo-africane. Fece parte di diverse commissioni parlamentari (Giustizia, Trasporti, Lavori pubblici, Affari costituzionali, Mezzogiorno, Affari esteri), della Giunta per le autorizzazioni a procedere e di quella delle elezioni, sempre schierato a destra nel gruppo parlamentare. Fu sottosegretario ai trasporti nel governo Tambroni e nel governo Forlani. Non ricoprì tuttavia cariche di partito a livello nazionale e si batté per fare ottenere alla Calabria le opere infrastrutturali soprattutto nell'ottica dei trasporti su strada. Per quanto concerne invece i rapporti con l'Africa, nel 1952 Foderaro fu alla guida di missioni culturali (conferenze in Egitto e in Libano) ed economiche sia in Africa occidentale (Senegal, Guinea, Sierra Leone e Costa d'Avorio) che in Africa orientale e nelle isole dell'oceano Indiano (Madagascar, isole Mauritius, Mozambico, Sudafrica e Kenya). Fu presidente dell'Istituto italiano per l'Africa e dedicò all'Africa un numero elevatissimo di saggi e articoli, tra i quali spicca l'opera in tre volumi Le costituzioni degli Stati africani (1968).

### Attività accademica
Nonostante l'intenso impegno profuso nell'attività politica Foderaro svolse anche una cospicua ricerca scientifica in ambito giuridico e una intensa attività accademica, dedicandosi soprattutto ai temi dell'ordinamento giudiziario e dei principali istituti di diritto costituzionale e dell'amministrazione dello Stato. Per otto anni fu preside della facoltà di scienze politiche dell'università di Perugia. Nel 1969 fu chiamato alla cattedra di Istituzioni di diritto pubblico della facoltà di Economia e commercio della Sapienza Università di Roma. Trasse dall'attività didattica dapprima un Corso di istituzioni di diritto pubblico e poi un Manuale di diritto pubblico caratterizzati da un indirizzo unitario con cui collegava i differenti rami del diritto pubblico, del diritto penale, delle diritto processuale (penale e civile), del diritto del lavoro, del diritto parlamentare e del diritto comparato.

### Vita privata
Sposò nel 1937 Luigia Berardelli, sorella del poeta Franco Berardelli (1908–1932); nel 1963 curò la raccolta postuma delle opere del cognato morto in giovanissima età.
Dopo che gli fu diagnosticata la malattia di Parkinson fu costretto a ridurre gli impegni didattici.

## Principali scritti
- La milizia volontaria e le sue specialità: ordinamento giuridico, Padova: CEDAM, 1939
- La Milizia Volontaria nel Diritto Pubblico Italiano, Padova: CEDAM 1940
- Contributo alla teorica della personalità degli organi dello Stato, Padova: CEDAM, 1941
- Problemi urgenti nell'amministrazione della giustizia, Roma: Tipografia della Camera dei deputati, 1949
- La personalità interorganica, Padova: CEDAM, 1957
- Sveltire e ammodernare la giustizia, Roma: Tip. Blancodini, 1969
- Le costituzioni africane, 3 voll., Roma: Magrelli, 1969
- Istituzioni di diritto pubblico; Lezioni raccolte da Paolo de Camelis, Roma: Bulzoni Editore, 1970
- Manuale di diritto pubblico, Padova: CEDAM, 1971
- Istituzioni di diritto e procedura penale, Padova: CEDAM, 1975